# 太祖 (祖靈信仰)

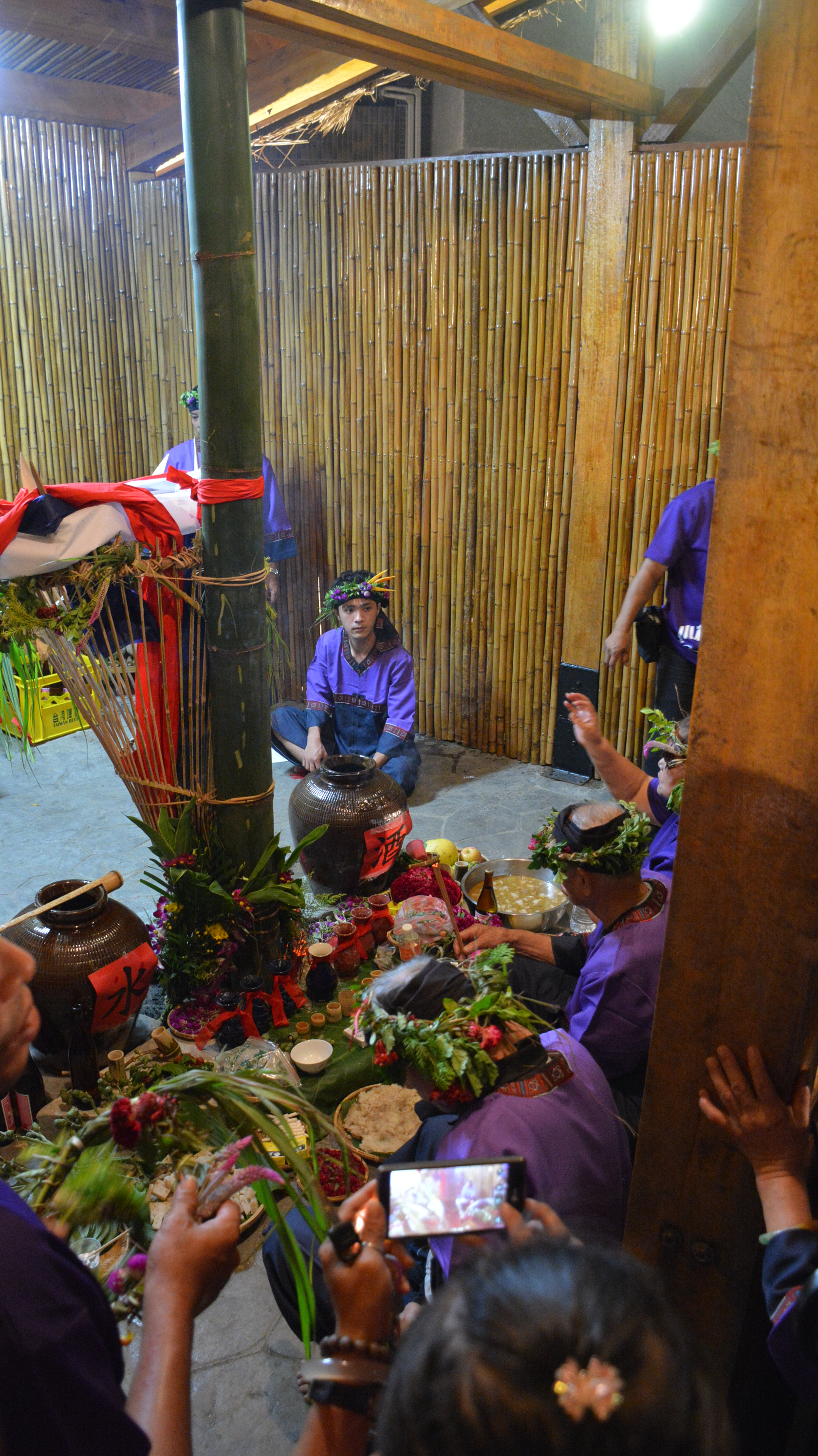
大武壠族人相信向神座（圖中柱處）為太祖所在之處。

太祖（大武壠語：Kuva（阿里關）、Anag、Anang（甲仙埔）、Hukun（匏仔寮）、Hagan（六龜）），或稱為 Kuba 祖、番太祖、公祖、濾老君，為台灣原住民族大武壠族對其最高祖靈的稱呼，以太祖為中心，構成整個大武壠族的祖靈信仰。
相較於西拉雅族的阿立祖信仰或馬卡道族的老祖信仰，大武壠族人並不認為太祖存於祀壺，而是存在公廨（Kuba、Kuva）裡的向神座周圍，故老一輩族人又稱太祖為 Kuba祖。
除了大武壠族以外，部分西拉雅族部落也稱阿立祖為「太上老君祖（簡稱太祖）」，以目前主流的說法是，當時族人與從中國大陸來台開墾的漢人相處後，得知太上老君是漢人民間信仰（非道教）中的最大的神靈，因此族人把太上老君的尊號加上阿立祖的「祖」而形成「太上老君祖」， 但新化大目降或高雄大內等地區會簡稱為「太祖」，不過都是代表西拉雅族阿立祖的意思。
西拉雅族人認為阿立祖經過部落的祭司或尪姨溝通（三向）後，阿立祖的力量會降在祀壺的水中，可說西拉雅族所祭祀的是祀壺裡的水的力量，其形式脈絡與大武壠族太祖信仰均不同，不似大武壠族太祖信仰有「非常明顯的統一性」。另拉阿魯哇族也稱其貝神為「太祖」。

## 各部落傳說

### 小林村
稱太祖為「Kuba 祖」、「番太祖」，傳說是早期族人還有與山地原住民互相獵首時，所獵到的七個敵對部落的首級。並傳說公廨屋頂的七支竹刀原是染血的竹刀，用來向祖靈祈願以擊退敵人；而公廨中向笱上竹串插肉、肝，即是為了獻給敵首的靈魂，也是獵首的預測。
中年一輩仍有印象，過去太祖較「兇」，若有族人得罪太祖，太祖會以一顆珠子的形象鑽進皮膚裡，須由會唸咒的族人唸咒安撫太祖，珠子才會從身體跑出來。

### 阿里關
稱太祖為 Kuva。傳說某人有七姊妹，後來變成七個紅色的玉。當各社族人遷徙時，便帶著各自分配到的紅玉四散各地。後來有的紅玉丟失，便以壺的水代替。

### 甲仙埔
稱太祖為 Anag 或 Anang，於大武壠頭社群大武壠語之原意為「母親」，是三姐妹。傳說鄭成功攻台時，負責人都逃走，只有三位老婦留在台南不走。鄭成功進城後召見此三老婦，稱三人從此為族人的「祖」，族人需朝拜她們。

### 匏仔寮
稱太祖為 Hukun。傳說匏仔寮部落過去仍有公廨及太祖信仰時，當地 7 位太祖的形象為 7 個珠子，只有當每年夜祭之時，尪姨吟唱祭歌，這 7 顆珠子才會再度飛回公廨，一起參與祭典。平日若族人冒犯了太祖，珠子就會鑽進該人的皮膚裡，使得族人痛苦不堪，直到族人至公廨悔過，或由會處理的人唱歌以安撫太祖，珠子才會離開犯錯族人的身體。
後國民政府來台，一次來自屏東某寺廟的神祇出巡至匏仔寮，認為該部落的太祖太兇、太會捉弄人，便收服了祂們，族人也拆了公廨。只是據說當時最小的太祖僥倖逃走，至今仍在匏仔寮某棵樹上安歇。

### 六龜
稱太祖為公祖或濾老君，族語 Hagan。淺井惠倫於 1931 年訪談六龜張港先生，稱太祖為過去部落的七兄弟，並發生了其中一位弟弟融入山地原民部落後，誤獵自己母親首級的憾事。並記載了七位太祖的名稱：
1. Kuba
2. Kapowa
3. Sauli
4. Bongabong
5. 舊社
6. Ali
7. Makatarlabang

其中第一至第五位分別是大武壠族過去部落名稱，簡文敏（2018）認為可能是大武壠族部落的神聖化；第六位可能來自西拉雅族的祖靈（阿立祖或阿立母），第七位則可能與大武壠族的祭祀「匏老壳」（大武壠語：Bagataramai）有關。

## 老君

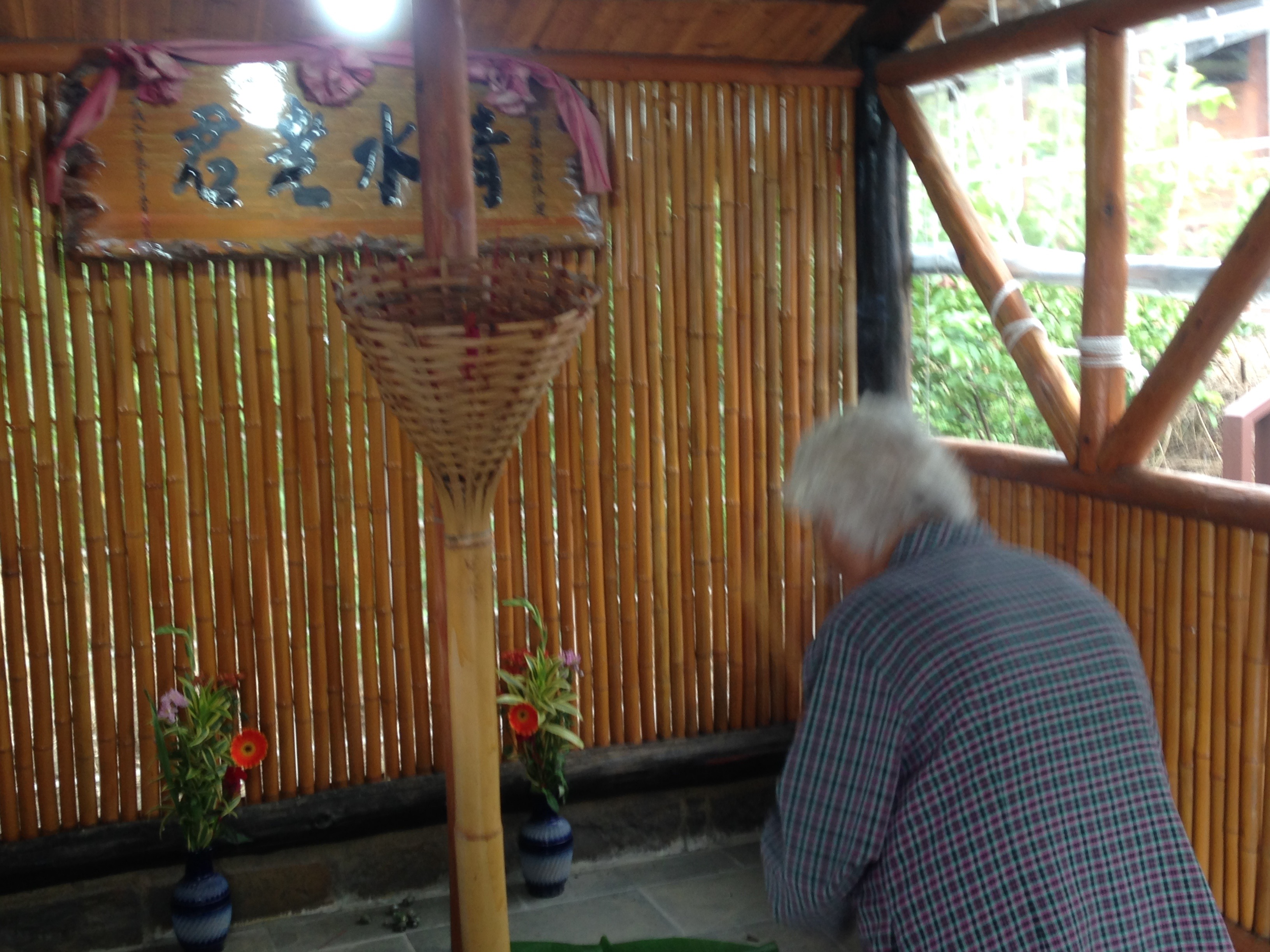
六重溪部落大武壠族耆老於清水老君公廨內祭拜。

六重溪、甲仙埔、小林村、東大邱園等部落另有「老君」、「清水老君」（大武壠語：Mapriri ki Hukun（小林村、甲仙埔）、Hukun（東大邱園）、Fukun、Hafuhai（甲仙埔）、Ali（六龜））稱呼之祖靈信仰。
六重溪有獨立的公廨祭祀老君，認為其地位高於太祖；其他如小林村等部落則認為老君是私人奉祀的祖靈系統，有別於太祖為部落共有的祖靈，亦或一說為太祖七姊妹中的第五位即為男性的老君。簡文敏（2018）認為六龜部落七位太祖中的第六位 Ali 即為老君，是對西拉雅族阿立祖或阿立母信仰的涵化。

## 另見
- 大武壠族
- 公廨
- 大武壠族夜祭
- 阿立祖